# Gifford Field

i7
i11
i13
Gifford Field (FAA-Identifier 4C4) ist ein Flugplatz in Colebrook im Coös County im Norden von New Hampshire, einem der Neuenglandstaaten der USA. Er wurde im Oktober 1904 eröffnet, steht der allgemeinen Luftfahrt offen und befindet sich in Privatbesitz. Im New Hampshire State Airport System Plan ist er als Basic Airport eingeordnet, der von den meisten einmotorigen Flugzeugen benutzt werden kann. Gifford Field ist der nördlichste Flugplatz New Hampshires. Im Winter kann er von mit Ski ausgerüsteten Flugzeugen benutzt werden.

## Lage
Das Flugfeld liegt östlich des Connecticut River in etwa 1,9 Kilometer Entfernung südwestlich von Colebrook. Erschlossen wird der Platz über die US-3.

## Anlage
Die Bahn 04/22 besteht aus Gras und ist irregulär beleuchtet. Der Betrieb ist ausschließlich im Sichtflug möglich. Es gibt Abstellplätze mit Verankerungen, keine weiteren Versorgungs-, Wartungs- oder Reparaturkapazitäten.

## Flugbewegungen
Zum Zeitpunkt der Erfassung (2018) war der Flugverkehr überwiegend lokal. 750 Zwischenlandungen standen 1000 vor Ort startende und/oder landende Flüge gegenüber (Stand 2021).